# Canisvliet
Canisvliet este o arie protejată (arie specială de conservare — SAC, sit de importanță comunitară — SCI) din Țările de Jos întinsă pe o suprafață de 141 ha, integral pe uscat.

## Localizare
Centrul sitului Canisvliet este situat la coordonatele 51°13′08″N 3°48′47″E / 51.2189°N 3.8131°E.

## Înființare
Situl Canisvliet a fost declarat sit de importanță comunitară în august 2002 pentru a proteja 1 specie de plante. Situl a fost protejat și ca arie specială de conservare în martie 2011.

## Biodiversitate
Situată în ecoregiunea atlantică, aria protejată nu include niciun habitat protejat.
La baza desemnării sitului se află o specie protejată de  plante: Apium repens